# کامسرکان
کامسَرَکان (ارمنی: Կամսարական) یکی از خاندان‌های نجیب‌زاده ارمنستان بود که شاخه‌ای از خاندان کارن به‌شمار می‌رفتند. این خاندان همچنین به نام پهلو-کارن شناخته شده بودند. خاندان کارن یکی از هفت خاندان بزرگ ایرانی از تبار اشکانی بودند. نام خاندان کامسرکان از یکی از بزرگان ایرانی‌تبار منطقه به نام «کامسَر» گرفته شده‌است.
در عصر بیزانس-ساسانی کمسرکان به خاطر پیروی‌شان از سیاست‌های طرفدار بیزانس شناخته شده بودند. در اواخر سده هشتم، این خاندان در نتیجه شرکت در جنبش‌هایی برضد حکومت عرب به انحطاط رسید.
پس از سده ۸ شاخه‌ای از کامسرکان به نام این پهلوونی پدیدار شد. بنا بر به کریل تومانف آنها نیز به نوبه خود به دو شاخه: Zakarids-Mkhargrzeli مرتبط با پادشاهی متحد گرجستان و دودمان هتومی در پیوند با پادشاهی ارمنی کیلیکیه تقسیم می‌شدند..